# Love Yourself: Tear
| Совокупная оценка | Совокупная оценка |
| Источник          | Оценка            |
| ----------------- | ----------------- |
| Metacritic        | 74/100            |
| Оценки критиков   |                   |
| Источник          | Оценка            |
| AllMusic          | [ 2 ]             |
| The Guardian      | [ 3 ]             |
| IZM               | [ 4 ]             |
| Pitchfork         | 7.1/10            |
| Rolling Stone     | [ 6 ]             |
| Spin              | 8/10              |
| The 405           | 7/10              |

Love Yourself 轉 'Tear' (стилизовано как LOVE YOURSELF 轉 'Tear') — третий студийный альбом южнокорейского бойзбенда BTS. Был выпущен 18 мая 2018 года лейблом Big Hit Entertainment при поддержке Iriver. Это третий корейский студийный альбом с момента выхода Wings в 2016 году.

## Подготовка и промоушен
Love Yourself 轉 'Tear' впервые был анонсирован 14 апреля 2018 года с выходом мини-фильма «Euphoria: Theme of Love Yourself 起 Wonder» 5 апреля. Трейлер содержал в себе трек «Euphoria», записанный Чонгуком. Песня была спродюсирована DJ Swivel, Кэндис Николь Соса, Мелани Монтаной, Бан Шихёком, Supreme Boi, Adora и RM, за что получила похвалу в использовании синти-попа и элементов жанра tropical house.
Love Yourself 轉 'Tear' — продолжение Love Yourself 承 'Her', и «Euphoria» будет отражать связь между этими двумя релизами. В частности, в трейлере содержались кадры из эпилога эры The Most Beautiful Moment in Life (The Most Beautiful Moment in Life, Part 1, The Most Beautiful Moment in Life, Part 2 и The Most Beautiful Moment in Life: Young Forever), завершившейся весной 2016 года. Альбом раскроет в себе тему боли и печали от разлуки.

## Промоушен
17 мая 2018 года (в Корее на тот момент было уже 18 мая), за два часа до официального релиза, BTS провели специальную трансляцию «Comeback Preview Show» в приложении V из Лос-Анджелеса. Эфир посмотрело более 3,3 миллиона человек. Впервые группа представила сингл «Fake Love» 20 мая 2018 года на премии Billboard Music Awards, где они также были заявлены в номинации «Лучший артист социальных сетей».
Как и с релизом Love Yourself 承 'Her', было проведено специальное камбэк-шоу, организованное телеканалом Mnet, показ которого состоится 24 мая. BTS также публикуют фотографии с подготовки к камбэку и специальные видео для своих поклонников. 25 мая было показано выступление группы на «Шоу Эллен», что ознаменует их второе появление в данной программе.

## Отзывы
Альбом получил положительные отзывы музыкальной критики и интернет-изданий: At Metacritic, AllMusic, Spin, Pitchfork, The 405, Rolling Stone, South China Morning Post, Fuse TV, The Korea Herald, The Guardian.

## Итоговые списки
| Публикация    | Список                           | Ранг | Ссылка |
| ------------- | -------------------------------- | ---- | ------ |
| City Pages    | Every #1 album from 2018, ranked | 21   | [ 28 ] |
| Idolator      | The 10 Best K-Pop Albums of 2018 | 1    | [ 29 ] |
| MTV           | Albums Of the Year               | н/д  | [ 30 ] |
| Noisey        | The 100 Best Albums of 2018      | 100  | [ 31 ] |
| Real Sound    | Top 10 K-Pop Songs of 2018       | н/д  | [ 32 ] |
| PopCrush      | Best Albums of 2018              | н/д  | [ 33 ] |
| Refinery29    | The 12 Best K-Pop Albums of 2018 | 1    | [ 34 ] |
| Rolling Stone | 20 Best Pop Albums of 2018       | 13   | [ 35 ] |
| Young Post    | The 20 best albums of 2018       | 4    | [ 36 ] |

## Награды и номинации
| Год                        | Организация             | Награда                         | Получатель | Результат | Ссылка               |
| -------------------------- | ----------------------- | ------------------------------- | ---------- | --------- | -------------------- |
| 2018                       | Melon Music Awards      | Album of the Year               | BTS        | Победа    | [ 37 ]               |
| 2018                       | Mnet Asian Music Awards | Album of the Year               | BTS        | Победа    | [ 38 ]               |
| 2018                       | Seoul Music Awards      | Album of the Year               | BTS        | Победа    | [ 39 ]               |
| 2018                       | Gaon Chart Music Awards | Album of the Year — 2nd Quarter | BTS        | Победа    | [ 40 ] [ 41 ] [ 42 ] |
| Профессиональные категории |                         |                                 |            |           |                      |
| 2019                       | Grammy Awards           | Best Recording Package          | Huskyfox   | Номинация | [ 43 ]               |

## Коммерческий успех
Предзаказ альбома официально начался с 18 апреля, и за первые шесть дней, по данным лейбла IRIVER, число предзаказанных копий только на территории Кореи достигло более 1,44 миллиона. Таким образом, Love Yourself 轉 'Tear' побил рекорд по предзаказам за первую неделю, установленный Love Yourself 承 'Her' , и BTS удерживают статус единственной корейской группы в истории, предзаказы альбома которой дважды достигали отметки более 1 миллиона.
27 мая 2018 года альбом дебютировал на первом месте американского хит-парада Billboard 200, с тиражом 135,000 эквивалентных альбомных единиц (включая 100,000 традиционных альбомных продаж), став высшим достижением для BTS в США, а также первым альбомом стиля K-pop на вершине чарта в США, и первым американским чарттоппером для любого исполнителя из Азии. Это также лучшая по продажам в США неделя для любого музыканта из Азии, и первый в основном неанглоязычный альбом на № 1 в чарте Billboard 200 впервые после того, как группа Il Divo с альбомом Ancora лидировала в 2006 году.

## Трек-лист
Кредиты взяты в соответствие с публикацией на сайте KBS, где были обозначены все авторы и продюсеры каждого трека.
| №                   | Название                                                                                 | Автор(ы)                                                                   | Продюсер(ы)         | Длительность |
| ------------------- | ---------------------------------------------------------------------------------------- | -------------------------------------------------------------------------- | ------------------- | ------------ |
| 1.                  | «Intro: Singularity»                                                                     | Чарли Джи Перри RM                                                         | Чарли Джи Перри     | 3:14         |
| 2.                  | «Fake Love»                                                                              | Pdogg "hitman" bang RM                                                     | Pdogg               | 4:02         |
| 3.                  | «전하지 못한 진심» (совместно со Стивом Аоки) (Jeonhaji motan jinsim / The Truth Untold) | Стив Аоки Роланд Спрекли Джейк Торри Ноа Конрад Анника Уэлс RM Slow Rabbit | Стив Аоки           | 4:02         |
| 4.                  | «134340»                                                                                 | Pdogg ADORA Бобби Чон RM Мартин Люк Браун Орла Гартланд SUGA Джей-Хоуп     | Pdogg               | 3:49         |
| 5.                  | «낙원» (Nagwon / Paradise)                                                               | lophiile MNEK RM Сон Чжэ Кён SUGA J-Hope                                   | lophiile            | 3:30         |
| 6.                  | «Love Maze»                                                                              | Pdogg DJ Swivel Кэндис Николь Соса RM SUGA J-Hope Бобби Чон ADORA          | Pdogg               | 3:40         |
| 7.                  | «Magic Shop»                                                                             | JK Hiss noise RM DJ Swivel Кэндис Николь Соса ADORA J-Hope SUGA            | JK Hiss noise ADORA | 4:36         |
| 8.                  | «Airplane pt. 2»                                                                         | Pdogg RM Ali Tamposi Liza Owens Roman Campolo "hitman" bang SUGA J-hope    | Pdogg               | 3:39         |
| 9.                  | «Anpanman»                                                                               | Pdogg Supreme Boi "hitman" bang RM SUGA Джинбо                             | Pdogg               | 3:54         |
| 10.                 | «So What»                                                                                | Pdogg "hitman" bang ADORA RM SUGA J-Hope                                   | Pdogg               | 4:44         |
| 11.                 | «Outro: Tear»                                                                            | DOCSKIM Син Мён Су SUGA RM J-Hope                                          | DOCSKIM             | 4:45         |
| Общая длительность: | Общая длительность:                                                                      | Общая длительность:                                                        | Общая длительность: | 43:59        |

## Чарты
| Чарт (2018)                         | Высшая позиция |
| ----------------------------------- | -------------- |
| Австралия (ARIA)                    | 6              |
| Австрия (Ö3 Austria)                | 5              |
| Бельгия/Фландрия (Ultratop)         | 6              |
| Бельгия/Валлония (Ultratop)         | 18             |
| Канада (Canadian Albums Chart)      | 2              |
| Чехия (ČNS IFPI)                    | 16             |
| Нидерланды (Album Top 100)          | 6              |
| Estonian Albums (Eesti Ekspress)    | 1              |
| Финляндия (Suomen virallinen lista) | 4              |
| French Albums (SNEP)                | 45             |
| Германия (Offizielle Top 100)       | 17             |
| Венгрия (MAHASZ)                    | 23             |
| Ирландия (IRMA)                     | 8              |
| Italian Albums (FIMI)               | 34             |
| Japan Hot Albums (Billboard)        | 1              |
| Japan (Oricon Albums Chart)         | 3              |
| Mexican Albums (AMPROFON)           | 6              |
| New Zealand Albums (RMNZ)           | 5              |
| Норвегия (VG-lista)                 | 2              |
| Польша (ZPAV)                       | 25             |
| Шотландия (Scottish Albums Chart)   | 11             |
| Slovak Albums (ČNS IFPI)            | 32             |
| South Korean Albums (Gaon)          | 1              |
| Spanish Albums (PROMUSICAE)         | 18             |
| Swedish Albums (Sverigetopplistan)  | 6              |
| Швейцария (Schweizer Hitparade)     | 8              |
| Великобритания (UK Albums Chart)    | 8              |
| US Billboard 200                    | 1              |
| US Digital Albums (Billboard)       | 2              |
| США (Billboard Independent Albums)  | 1              |
| US Top Album Sales (Billboard)      | 1              |
| США US World Albums (Billboard)     | 1              |

## Сертификации и продажи
| Регион | Сертификация | Продажи    |
| --- | ------------ | ---------- |
| Республика Корея (KMCA)                                                                                                  | Миллионный   | 1 000 000^ |
| Япония (RIAJ) | Золотой      | 100 000^   |
| * Данные о продажах приведены только на основе сертификации. ^ Данные о тиражах приведены только на основе сертификации. |              |            |

| Регион      | Продажи   |
| ----------- | --------- |
| Китай       | 289,833   |
| Япония      | 192,217   |
| Южная Корея | 1,877,234 |
| США         | 212,953   |

## История релиза
| Страна        | Дата             | Формат               | Лейбл                        |
| ------------- | ---------------- | -------------------- | ---------------------------- |
| Южная Корея   | 18 мая 2018 года | CD цифровая загрузка | Big Hit Entertainment IRIVER |
| По всему миру | 18 мая 2018 года | Цифровая загрузка    | Big Hit Entertainment IRIVER |